# Tag der Schiene

Logo Tag der Schiene 2024

Der Tag der Schiene wird jährlich im September im Rahmen der Europäischen Mobilitätswoche gefeiert. An den drei Aktionstagen von Freitag bis Sonntag finden in ganz Deutschland zahlreiche Veranstaltungen rund um das Verkehrsmittel Bahn statt.

## Entstehung
Der Tag der Schiene (damals noch „Tag der Eisenbahn“) wurde vom Bundesministerium für Digitales und Verkehr (BMDV) und der Bahnbranche initiiert und 2020 im Masterplan Schienenverkehr festgeschrieben. Primäres Ziel war es zunächst, die vielfältigen Berufschancen in der Schienenbranche aufzuzeigen und dadurch zur Fachkräftegewinnung beizutragen. Inzwischen wurde die Zielgruppe ausgeweitet und der Tag der Schiene richtet sich an ein breites Publikum („alle Menschen in Deutschland“).

## Allgemein
Die Veranstaltungen im Rahmen des Tags der Schiene werden selbständig und dezentral von den teilnehmenden Veranstaltern vor Ort organisiert. Unterstützt werden die Akteure durch die Koordinierungsstelle „Tag der Schiene“, die bei dem gemeinnützigen Verkehrsbündnis Allianz pro Schiene angesiedelt ist. Diese gibt Anregungen für Aktionen, vermittelt Ansprechpersonen und stellt eine Website mit Veranstaltungskalender bereit.
An den Veranstaltungstagen haben die Besucher Gelegenheit, die Schienenbranche aus unterschiedlichen Perspektiven kennenzulernen: Unternehmen öffnen ihre Werkstore, Bahnen bieten Sonderfahrten an, Vereine und Verbände informieren und diskutieren. Es finden Bahnhofsfeste, Baustellenbesichtigungen und Kulturveranstaltungen statt.
Der erste Tag der Schiene war für das Jahr 2021 – das Europäische Jahr der Schiene – geplant, wurde aber aufgrund der COVID-19-Pandemie abgesagt.

## Tag der Schiene 2022
Am ersten Tag der Schiene am Wochenende des 16. und 17. September 2022 fanden bundesweit mehr als 300 Veranstaltungen statt, an denen über 50.000 Personen teilgenommen haben.
Neben der Deutschen Bahn, die allein mehr als 80 Veranstaltungen ausgerichtet hat, waren viele weitere Eisenbahnverkehrsunternehmen, Verkehrsverbünde, Hochschulen, Verbände und Vereine als Veranstalter beteiligt.

## Tag der Schiene 2023
Im Jahr darauf fanden in den Tagen vom 15. bis 17. September 2023 bereits rund 400 Veranstaltungen mit etwa 180.000 Besuchern statt. Bundesverkehrsminister Volker Wissing hat die Festtage am Rand des Schienengipfels in Frankfurt am Main gemeinsam mit dem Geschäftsführer der Allianz pro Schiene, Dirk Flege, eröffnet.

## Tag der Schiene 2024
Im Jahr 2024 wurden zwischen dem 20. und 22. September 2024 322 Veranstaltungen mit rund 160.000 Besuchern durchgeführt.